# Payra-sur-l’Hers
Payra-sur-l’Hers – miejscowość i gmina we Francji, w regionie Oksytania, w departamencie Aude.
Według danych na rok 1990 gminę zamieszkiwało 158 osób, a gęstość zaludnienia wynosiła 6 osób/km² (wśród 1545 gmin Langwedocji-Roussillon Payra-sur-l’Hers plasuje się na 748. miejscu pod względem liczby ludności, natomiast pod względem powierzchni na miejscu 254.).

## Zabytki
Zabytki w miejscowości posiadające status Monument historique:
- zamek w Payra-sur-l’Hers (Château de Payra-sur-l’Hers)
- kościół Świętej Dziewicy (Église de la Sainte-Vierge)